# Mokré
Mokré (německy Mokrey) je obec v okrese Rychnov nad Kněžnou v Královéhradeckém kraji. Nachází se na úpatí Orlických hor, čtyři kilometry od města Opočno a dva kilometry od Českého Meziříčí. Katastr obce patří do II. ochranného vodního pásma. Žije zde 177  obyvatel.

## Charakteristika obce
Obec se svým katastrálním územím zaujímá rozlohu 589 ha, z toho 479 ha je zemědělské půdy, 61 ha lesní půdy, 11 ha vodní plochy, 9 ha tvoří zastavěná plocha a 29 ha je zařazeno do ostatních ploch. Místní klima je zde po většinu roku mírné a rostou zde rostliny charakteristické pro mírné pásmo. Na polích se pěstuje především kukuřice, obilí, brambory, řepka olejka a také koření. Kdysi se tu pěstovalo mokerské zelí, které patřilo k nejkvalitnějším. Na katastru obce se nacházejí i lokality s chráněnými rostlinami.
V obci je postaveno 81 domů, z toho asi 60 trvale obydlených, zbytek je využíván k rekreaci chalupáři. Žije zde okolo 160 obyvatel, převládá starší generace. Občanů důchodového a vyššího věku je více než polovina. Zastoupeny jsou všechny skupiny vzdělanosti, od dělníků až po vysokoškolsky vzdělané osoby. Někteří z nich se po roce 1989 pustili do soukromého podnikání a tak je zde zastoupen například truhlář, malíř-natěrač, autodoprava, soukromý zemědělec, obchodníci apod.
Obec je spojena s okolními městy a vesnicemi autobusovou dopravou, které však ubývá a obyvatelé stále více musí používat k přepravě svých osobních aut. Vesnici dominuje zrekonstruovaná budova obecního úřadu. V obci je na vysoké úrovni komunikace pomocí bezdrátového internetu, který funguje od roku 2005. Za praktickým i dětským lékařem musí obyvatelé dojíždět do blízkého Opočna. Základní školu navštěvují děti již od první třídy v Opočně. I ty nejmenší musí rodiče vozit většinou do mateřských škol v nejbližším okolí. V obci je vodovod, kanalizace, čistička odpadních vod a plynovod. V rámci protipovodňových opatření je zrekonstruován Podlažický potok, který protéká obcí. Pošta se nachází v blízkém Českém Meziříčí.

## Společnost
Webové stránky obce získaly již řadu ocenění v soutěži Zlatý erb, webové stránky knihovny se umístily na předních místech v soutěži hlasování veřejnosti Biblioweb. Knihovna obce Mokré v roce 2009 získala v soutěži Vesnice roku 2009 Královéhradeckého kraje cenu hejtmana kraje za podíl na společenském životě v obci a knihovnice Dagmar Honsnejmanová se stala Knihovnicí roku 2009 Královéhradeckého kraje. Knihovna se několikrát zúčastnila soutěže Knihovna roku a obdržela za svoji činnost Čestná uznání. Obec Mokré v roce 2011 získala v soutěži Vesnice roku 2011 Královéhradeckého kraje Modrou stuhu za společenský život v obci.
Kulturu v obci zajišťuje Knihovna U Mokřinky, která byla založena 15. 7. 1889 zdejším řídícím učitelem a správcem školy Emilem Musilem-Daňkovským (Čtenářsko-hospodářská beseda). Emil Musil je významnou osobností obce, je patronem knihovny a Čestným občanem obce Mokré in memoriam. Knihovna má družbu s první českou knihovnou na území Chorvatska, s knihovnou Franty Buriana v Daruvaru.
Od roku 2012 v knihovně funguje seniorský klub Čajovna u bludičky. V knihovně byla založena MiniGalerie "Na síti", kde jsou pravidelně vystavovány různé fotografické výstavy místních i přespolních fotografů, výtvarné práce dětí a rodičů. Čtenářům a účastníkům akcí je k dispozici Společenský klub (přestavěný z bývalého obchodu se smíšeným zbožím). Knihovna má družbu s první českou knihovnou na území Chorvatska, s knihovnou Franty Buriana v Daruvaru.

## Historický vývoj
V nejstarší zmínce o obci Mokré je uvedeno, že Čánka s Mokrou v roce 1390 patřila královské kapitule pražské, která ji získala od Jana Čánky z Čánky, ale již v roce 1420 přešla do držení šlechty. Když Mikoláš mladší Trčka z Lípy roku 1495 koupil panství opočenské od Jana z Janovic, začal skupovat větší i menší okolní statky. Položil tak základ k rozsáhlému zboží opočenskému. V roce 1496 koupil poplužní dvůr v Lázích o velikosti 3 lánů a 9 prutů podél údolí, nazývaného Vlčí. Dvůr později vyhořel a jeho zbytky jsou patrny na Andrýsově louce v Podlažicích.
V roce 1514 potvrdil král Vladislav Jagellonský dědičné vlastnictví panství, které do té doby držel Mikoláš jen jako zápisné. V té době také potvrdil koupi vesnice Mokré, Čánku, Černilov a Jasennou. Od tohoto data sdílela obec Mokré osudy panství opočenského až do roku 1848. První sčítání obyvatelstva v roce 1869 uvádí celkem 374 trvale bydlících obyvatel.

## Obyvatelstvo
| Rok            | 1869 | 1880 | 1890 | 1900 | 1910 | 1921 | 1930 | 1950 | 1961 | 1970 | 1980 | 1991 | 2001 | 2011 | 2021 |
| -------------- | ---- | ---- | ---- | ---- | ---- | ---- | ---- | ---- | ---- | ---- | ---- | ---- | ---- | ---- | ---- |
| Počet obyvatel | 374  | 438  | 395  | 413  | 436  | 397  | 406  | 296  | 297  | 248  | 206  | 181  | 164  | 169  | 172  |
| Počet domů     | 44   | 48   | 48   | 56   | 59   | 61   | 72   | 85   | 77   | 77   | 61   | 77   | 74   | 77   | 72   |

## Obecní správa
Mezi lety 1869–1980 Mokré bylo obcí v okrese Nové Město nad Metují (1869–1930) (v letech 1869–1900 Nové Město), poté v okrese Dobruška (1950) a později v okrese Rychnov nad Kněžnou. Od 1. ledna 1981 do 23. listopadu 1990 patřilo jako část města k Opočnu a od 24. listopadu 1990 je opět samostatnou obcí.

### Obecní symboly
Znak a vlajka byly obci uděleny rozhodnutím předsedkyně Poslanecké sněmovny Parlamentu České republiky dne 9. listopadu 2010. Zastupitelstvo obce Mokré na začátku roku 2010 schválilo zhotovení znaku a vlajky a dne 6. 12. 2010 převzala starostka obce z rukou předsedkyně Poslanecké sněmovny Miroslavy Němcové Dekret o udělení znaku a vlajky obce Mokré.
Slovní popis znaku
- Stříbrno – modře kosmo dělený štít. V horním poli přirozená vykořeněná lípa se zelenými listy a vlevo rozevlátou korunou. V dolní polovině uprostřed, vedle sebe položená stříbrná radlice hrotem vzhůru a stříbrné krojidlo hrotem dolů. V horním a dolním rohu pole jsou umístěny dvě zlaté hvězdy.

Slovní popis vlajky
- Bílo – modře kosmo dělený list. V horním poli přirozená vykořeněná lípa se zelenými listy a k vlající straně s rozevlátou korunou. V dolním modrém poli dva bílé kosmé pruhy. Poměr stran je 2 : 3.

Odůvodnění figur použitých v návrhu
- Vyobrazení lípy připomíná známé místní lipové aleje, zdobící dnešní malebnou vesničku. Zemědělské nářadí, radlice a krojidlo, dokládají zemědělský charakter obce a také to, že se většina místních obyvatel živila prací na polích. Modrá barva připomíná místní mokřiny a vodní toky, které obklopují celou ves. Zlaté hvězdy dokládají, že se obec skládá ze dvou částí. To připomínají i dva pruhy na vlajce obce.

## Osobnosti
- Emil Musil-Daňkovský[8]
- Václav Valeš

### Čestní občané obce
- Ing. Petr Ondráček, CSc., námořní kapitán
- Václav Valeš, příslušník RAF
- Stanislav Baše, kronikář, zakladatel obrazové kroniky obce Mokré
- Ladislav Falta, střelecký olympionik, mistr světa a mistr Evropy, přezdívaný "Král českých rychlopalníků"
- Emil Musil-Daňkovský, řídící učitel, spisovatel, redaktor, překladatel